# Pratt & Whitney R-2800 Double Wasp
El Pratt & Whitney R-2800 Double Wasp ("doble avispa") es un motor radial de 18 cilindros en doble estrella refrigerado por aire con una cilindrada de 46 000 cc (equivalente a 2800 pulgadas cúbicas, de ahí su nombre), y forma parte de la longeva familia Wasp. 
El R-2800 es considerado uno de los mejores motores radiales de pistones jamás diseñados, y fue ampliamente usado en muchos de los aviones estadounidenses más importantes durante y después de la Segunda Guerra Mundial. Durante los años de la guerra, Pratt & Whitney continuó el desarrollo de nuevas ideas para mejorar este motor ya de por sí poderoso, siendo lo más notable la inyección de agua para obtener potencia de emergencia en combate.

## Diseño y desarrollo

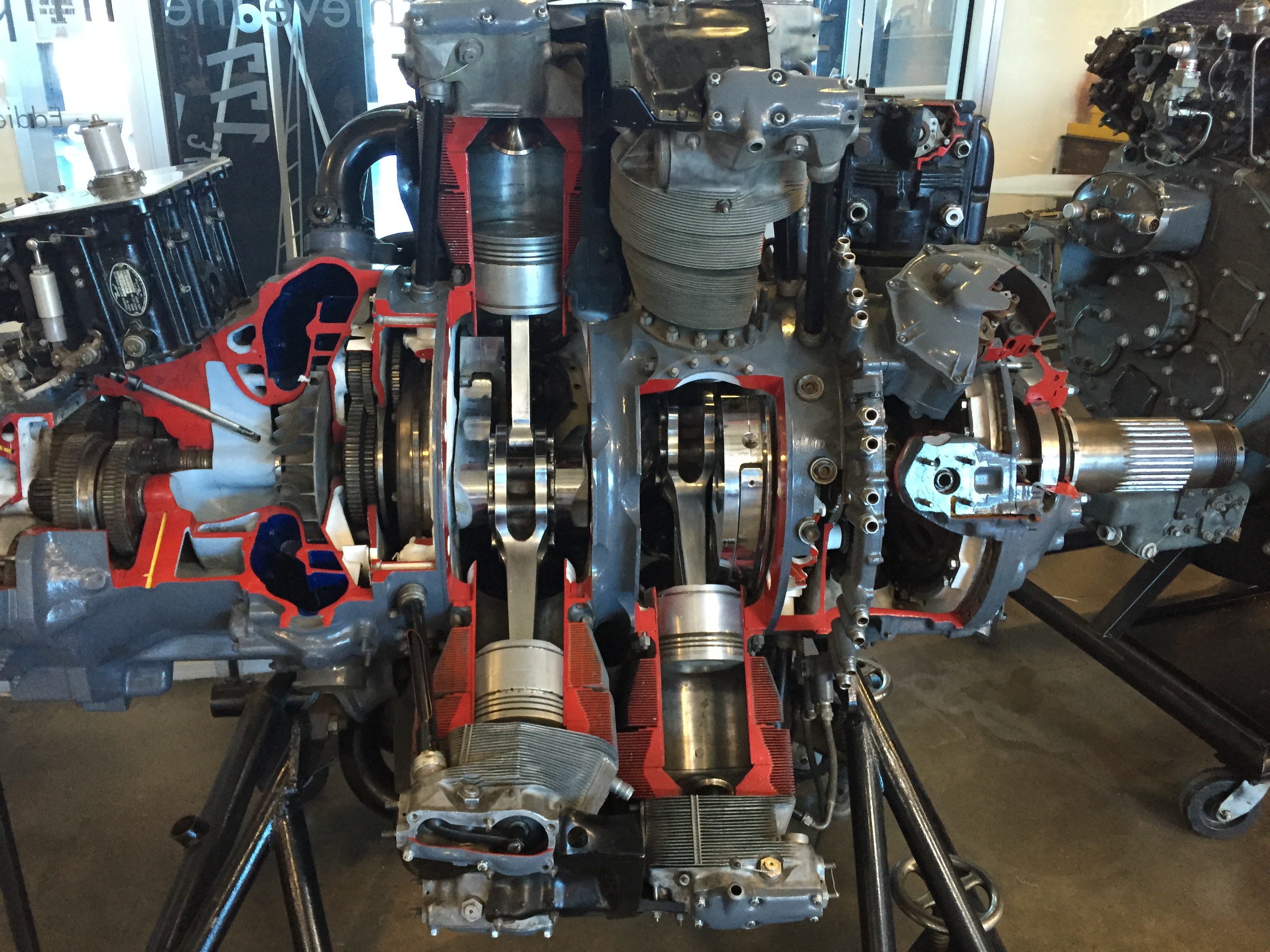
Sección de un motor Pratt & Whitney R2800 Double Wasp

Puesto en marcha por primera vez en 1937, el R-2800 fue el primer motor radial estadounidense de 18 cilindros. El único motor moderno de 18 cilindros que había en el mundo en ese momento era el Gnome-Rhône 18L de 56 400 cc, pero el R-2800 era más potente, con un tamaño mucho menor, y su principal problema era la disipación de calor. Para que la refrigeración sea más eficiente, el sistema de cilindros forjados o de fundición con aletas de refrigeración, muy efectivo en otros diseños, fue descartado, y en su lugar se fabricaron maquinando directamente en el bloque de aluminio las aletas de refrigeración más finas y más cercanas unas de otras. En este cilindro se colocaba luego la camisa de aleación de acero forjado. Además de requerir un nuevo diseño de culata, el Double Wasp fue probablemente el diseño más difícil en conseguir un flujo de aire eficiente a su alrededor.
En 1939, cuando el R-2800 fue introducido era capaz de desarrollar 2000 hp (1500 kW), con una relación desplazamiento/potencia de 43,3 hp/l (32,6 kW/l). Ningún otro motor enfriado por aire estuvo cerca de estos valores, e incluso los refrigerados por líquido estaban muy cerca. El diseño de los motores radiales convencionales enfriados por aire  se había vuelto tan científico y sistemático que cuando fue introducido el Double Wasp no era posible continuar su desarrollo para aumentar la potencia, algo que era común en motores anteriores. A pesar de todo, en 1941 la potencia de los modelos de producción se incrementó a 2100 hp, y más tarde, durante la guerra, a 2400 hp. Sin embargo, se consiguió aún más potencia en modelos experimentales, con subtipos con ventiladores para refrigeración que producían 2800 hp; pero en general el R-2800 había alcanzado un alto desarrollo desde el principio.
El R-2800 fue usado para motorizar varios tipos de cazas y bombarderos medios durante la guerra, siendo los más notables los F4U Corsair y F6F Hellcat, el P-47 Thunderbolt de la US Army Air Forces, y los bimotores B-26 Marauder y A-26 Invader. Cuando Estados Unidos entró en la guerra en diciembre de 1941, muy pronto hubo algunos cambios importantes en la filosofía, y los motores ya establecidos, como el Wright Cyclone y el Double Wasp fueron modificados para usar combustible de mayor octanaje para poder desarrollar una potencia considerablemente mayor, y para 1944 las versiones del R-2800 que equipaban el último modelo del P-47 (y otros aviones) alcanzaban (en forma experimental) potencias de 2800 hp con gasolina de 115 octanos e inyección de agua.
Luego de la Segunda Guerra Mundial, el motor fue usado en la guerra de Corea, y aviones de la SGM de rezago equipados con el Double Wasp sirvieron en otros países luego de esta guerra. Algunos fueron retirados a fines de la década de 1960, cuando los aviones fueron reemplazados.

### Época de Paz
Los motores aumentan su potencia en forma natural con su desarrollo, pero la guerra demanda las máximas prestaciones de motores colocados en aviones cuya vida en el frente no supera las 50 horas de vuelo, en periodos de solo uno o dos meses. En tiempos de paz, sin embargo, el requerimiento es la fiabilidad por periodos de tal vez una docena de años, y la fiabilidad del R-2800 recomendaba su uso en aviones de patrullaje de largo alcance y en los transportes Douglas DC-6, Martin 4-0-4 y Convair. Este último es notable, debido a que se trataba de un bimotor con tamaño, capacidad de pasajeros y alta carga alar comparables a las del DC-4 y el primer Constellation.
Hoy, más de 60 años después de la fabricación del primer Double Wasp, se mantiene en uso en muchos aviones de guerra clásicos, exhibidos en exposiciones aéreas, y tiene un servicio frecuente alrededor del mundo en aeronaves como el avión hidrante Canadair CL-215. Un total de 125 334 motores R-2800 fueron producidos entre 1939 y 1960.

## Variantes
Nota: El sufijo W, por ejemplo: -10W, indica que el motor tiene equipamiento para inyección de agua, usado para incrementar la potencia en cortos periodos. Los sufijos como -S14A-G indican que el motor fue desarrollado para exportar a otros países.
- R-2800-2SB-G - 1850 hp (1379 kW)
- XR-2800-4 - 1805 hp (1350 kW)
- R-2800-5 - 1850 hp (1379 kW)
- R-2800-8 - 2000 hp (1491 kW)
- R-2800-8(B) - 2000 hp (1491 kW)
- R-2800-8W - 2250 hp (1677 kW)
- R-2800-9 - 2000 hp (1491 kW)
- R-2800-10 - 2000 hp (1491 kW)
- R-2800-10W - 2200 hp (1640 kW)
- R-2800-18W - 2450 hp (1827 kW)
- R-2800-21 - 2000 hp (1491 kW)
- R-2800-21W - 2300 hp (1700 kW)
- R-2800-22W - 2400 hp (1789 kW)
- R-2800-27 - 2000 hp (1491 kW)
- R-2800-30W - 2250 hp (1677 kW)
- R-2800-31 - 2000 hp (1491 kW)
- R-2800-32(E) - 2450 hp (1827 kW), 2850 hp (2125 kW) con inyección de agua-metanol
- R-2800-34 - 2100 hp (1567 kW)
- R-2800-34W - 2400 hp (1789 kW)
- R-2800-39 - 2000 hp (1491 kW)
- R-2800-41 - 2000 hp (1491 kW)
- R-2800-43 - 2000 hp (1491 kW)
- R-2800-44 - 2300 hp (1700 kW)
- R-2800-44W - 2400 hp (1789 kW)

- R-2800-48 - 2500 hp (1890 kW)
- R-2800-48W - 2400 hp (1789 kW)
- R-2800-51 - 2000 hp (1491 kW)
- R-2800-54 - 2100 hp (1567 kW)
- R-2800-57 - 2800 hp (2090 kW)
- R-2800-57C - 2800 hp (2090 kW)
- R-2800-59 - 2300 hp (1700 kW)
- R-2800-59W - 2500 hp (1890 kW)
- R-2800-65 - 2000 hp (1491 kW)
- R-2800-65W - 2250 hp (1677 kW)
- R-2800-71 - 2000 hp (1491 kW)
- R-2800-73 - 2800 hp (2090 kW)
- R-2800-75 - 2200 hp (1640 kW)
- R-2800-77 - 2800 hp (2090 kW)
- R-2800-79 - 2000 hp (1491 kW)
- R-2800-83 - 2100 hp (1567 kW)
- R-2800-83AM - 2100 hp (1567 kW)
- R-2800-99W - 2300 hp (1700 kW)
- R-2800-103W - 2500 hp (1890 kW)
- R-2800-CB16 - 2400 hp (1789 kW), 2500 hp (1890 kW)
- R-2800-CB17 - 2500 hp (1890 kW)
- R-2800-S1A4-G - 1850 hp (1379 kW)
- R-2800-S1C3-G - 2100 hp (1567 kW)

## Aplicaciones
La siguiente es una lista parcial de los aviones que fueron motorizados por el R-2800 (y algunos prototipos que lo tuvieron en algún momento): 
- Brewster SB2A Buccaneer
- Canadair CL-215
- Consolidated TBY Sea Wolf
- Convair 240, 340 y 440
- Curtiss P-60
- Curtiss XF15C
- Curtiss C-46 Commando
- A-26 Invader
- Douglas DC-6
- Fairchild C-82 Packet
- Fairchild C-123 Provider
- Grumman F6F Hellcat
- Grumman F7F Tigercat
- Grumman F8F Bearcat
- Grumman AF Guardian

- Howard 500
- Lockheed Ventura/B-34 Lexington/PV-1 Ventura/PV-2 Harpoon
- Martin B-26 Marauder
- Martin 2-0-2
- Martin 4-0-4
- North American AJ Savage
- North American XB-28 Dragon
- Northrop XP-56 Black Bullet
- Northrop P-61 Black Widow
- Northrop F-15 Reporter
- Republic P-47 Thunderbolt
- Sikorsky CH-37 Mojave
- Vickers Warwick
- Vought F4U Corsair
- Vultee XA-19B

## Especificaciones (R-2800-54)[3]

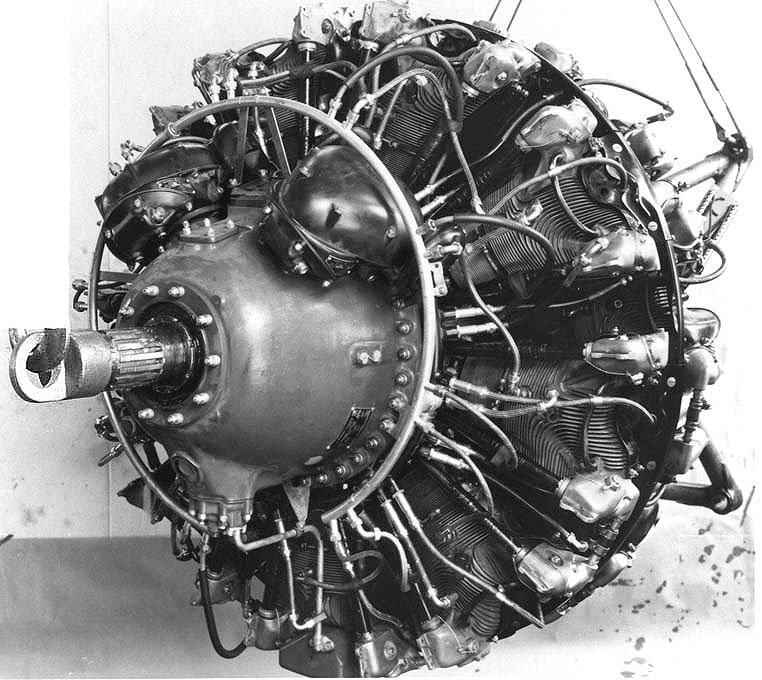
Pratt & Whitney R-2800.

- Tipo: motor radial de 18 cilindros enfriado por aire con inyección de agua.
- Diámetro: 146,05 mm)
- Carrera: 152,4 mm
- Cilindrada: 45 960 cm³
- Diámetro: 1342 mm
- Peso: 1073 kg
- Válvulas: dos por cilindro
- Compresor: Sobrealimentador centrífugo de una etapa y velocidad variable (en el F8F-2, unificado con el acelerador a través de un control automático AEC)
- Alimentación: un carburador de inyección a presión Stromberg
- Combustible: gasolina de 100/130 octanos
- Refrigeración: por aire
- Potencia: 2100 hp (1567 kW) a 2700 rpm
- Cilindrada/potencia: 45,8 hp/l (34,1 kW/l)
- Peso/potencia: 1,9 hp/kg (1,46 kW/kg)

### Motores relacionados
- Serie Wasp de Pratt & Whitney
  - Pratt & Whitney R-985 Wasp Junior
  - Pratt & Whitney R-1340 Wasp
  - Pratt & Whitney R-1535 Twin Wasp Junior
  - Pratt & Whitney R-1830 Twin Wasp
  - Pratt & Whitney R-2000 Twin Wasp
  - Pratt & Whitney R-4360 Wasp Major

### Motores similares
- BMW 802
- Bristol Centaurus
- Wright R-2600
- Wright R-3350
- Shvetsov ASh-73
- Nakajima Homare